# Elisabeth Wandeler-Deck
Elisabeth Wandeler-Deck (geborene Elisabeth Deck; * 28. Juni 1939 in Zürich) ist eine Schweizer Schriftstellerin, Psychotherapeutin und Soziologin.

## Leben und Wirken
Elisabeth Deck wuchs in Zug auf und studierte zunächst Architektur an der ETH Zürich. 1963 schloss sie dort ab und heiratete im gleichen Jahr Hugo Wandeler. Es folgten Arbeitsaufenthalte in Wien, Helsinki, Paris und Constantine in Algerien. 1967 bzw. 1969 kamen ihre beiden Töchter zur Welt. 1970 erfolgte die Scheidung.
Von 1972 bis 1976 studierte sie Soziologie und Klinische Psychologie an der Universität Zürich und schloss 1981 mit dem Lizentiat ab. Nach einer Ausbildung in Gestaltanalyse begann sie mit dem Aufbau einer psychologischen Beratungsstelle für Frauen sowie einer Praxis in Zürich. In den folgenden Jahren wirkte sie als Therapeutin, publizierte theoretische Arbeiten, hielt Vorträge und lehrte unter anderem an der Schule für Soziale Arbeit in Zürich (1980/1981), am Psychoanalytischen Seminar Zürich, an der Ingenieurschule Biel in der Abteilung Architektur (1980–1982) und an der Abteilung für Visuelle Kommunikation der Hochschule für Gestaltung und Kunst Zürich (1995). Darüber hinaus beteiligte sie sich an Projekten der Stadtentwicklung (Projekt Soziokultur des Sozialdepartements der Stadt Zürich 1996/1997). 1998 war sie Mitbegründerin des Büros für Geschlechterfragen in Zürich. 2006 schloss sie ihre Praxis.
Als Schriftstellerin pflegte sie nach ersten lyrischen Versuchen Ende der 1960er Jahre die Verbindung von Text und Musik. Sie arbeitete mit Komponisten und improvisierenden Musikern zusammen und realisierte bei Lesungen und Auftritten eigene Konzepte als improvisierende Musikerin (Vorlesestimme, Klavier, Gitarre). Sie war Mitglied der Gruppe Interco, gehört dem Improvisationsquartett bunte hörschlaufen an und beschäftigt sich auf verschiedene Weise mit Instant composing. Ab 1998 arbeitete sie im DamenDramenLabor (DDL) mit und entwickelte diverse Theatertexte. In Zusammenarbeit mit Urs Graf und Alfred Zimmerlin entstand 1993 der Film Die Farbe des Klangs des Bildes der Stadt. Für ihre schriftstellerischen, insbesondere ihre lyrischen Arbeiten erhielt sie zahlreiche Stipendien und wurde mehrfach ausgezeichnet.
2017 wurde sie u. a. an den Seetaler Poesiesommer eingeladen.

## Würdigungen
Preise und Nominationen
- 1990: Literaturpreis Sama Jubiläumsstiftung
- 1998: 2. Preis (Preis des Bundeskanzleramtes) FLORIANA, St. Florian bei Linz[2]
- 1999: 3. Preis Literaturförderung der Innerschweiz
- 2008: Finalistin beim Lyrikpreis Meran
- 2010: Lyrikfestival Poetry Nights in Curtea de Argeș, Rumänien, Nominierung für den Internationalen Lyrikpreis
- 2012: Anerkennungspreis der Stadt Zürich[3]
- 2013: Basler Lyrikpreis[4]

Werkbeiträge und Stipendien
- 1993: Werkbeitrag Stadt und Kanton Luzern
- 1997: Werkbeitrag Kanton Zürich
- 2000: Werkbeitrag Pro Helvetia
- 2004: Halbes Werkjahr Stadt Zürich
- 2005: Stipendium Atelier L’arc – Littérature et atelier de réflexion contemporaine des Migros-Kulturprozent, Kloster Romainmôtier
- 2005: Stipendium Atelier Unabhängiges Literaturhaus Niederösterreich (ULNÖ), Krems an der Donau
- 2007: Stipendium Kairo der Pro Helvetia
- 2007: Werkbeitrag Migros-Genossenschafts-Bund

## Werke
- Merzbilder mit Verkehr. Prosa. Eco-Verlag, Zürich 1989.
- Zählweisen: Regeln des Tennisspiels. Prosa. Ed. Miramar, Zürich 1996.
- Controcantos. Lyrik. Waldgut Verlag, Frauenfeld 1997.
- Von einem Schiff zu singen. Prosa. Bilgerverlag, Zürich 1999.
- contrabund. Lyrik. Waldgut, Frauenfeld 2001.
- Hängend … Lyrik als Installation. Ed. Howeg, Zürich 2002.
- Piraten – haitianische Topographien. Prosa. Bilgerverlag, Zürich 2004.
- (Gelächter über dem linken Fuss). Waldgut Verlag, Frauenfeld 2007.
- Auswahl. 10 Gedichte deutsch-arabisch. Waldgut Verlag, Frauenfeld 2007.
- Turbulenzen an der Luftschnittstelle. Lyrik. Mit Zeichnungen von Yves Netzhammer. Edition Howeg, Zürich 2008.
- Da liegt noch ihr Schal. Prosa. edition taberna kritika, Bern 2009.
- TagumTag Kairo. Bild, Lyrik, Prosa / eine Webpublikation. edition taberna kritika, Bern 2009.
- überstürzte und andere anfänge. Lyrik im Netz. fixpoetry.com, 2010.
- ANFÄNGE, ANFANGEN, gefolgt von UND. Passagen Verlag, Wien 2012.
- Ein Fonduekoch geworden sein. Prosa. edition taberna kritika, Bern 2013.
- Das Heimweh der Meeresschildkröten - Heterotopien der Nacht. Prosa. edition taberna kritika, Bern 2015.
- arioso - archive der zukommens. Lyrik. Passagen Verlag, Wien 2016.
- TAGUMTAGKAIRO, Edition Howeg, Zürich 2019.
- attacca holdrio, edition sacré, Zürich 2020.